# Sebastes aleutianus
Sebastes aleutianus är en fiskart som först beskrevs av Jordan och Evermann, 1898.  Sebastes aleutianus ingår i släktet Sebastes och familjen kungsfiskar. Inga underarter finns listade i Catalogue of Life.